# Argiope ahngeri
Argiope ahngeri es una especie de araña araneomorfa del género Argiope, familia Araneidae. Fue descrita científicamente por Spassky en 1932.
Habita en Irán, Kirguistán, Turkmenistán, Uzbekistán y Tayikistán.